# あばずれ (1965年の映画)
『あばずれ』（英語: Hussy）は、1965年（昭和40年）製作・公開、渡辺護監督による日本の長篇劇映画である。製作元の扇映画プロダクションの第1回作品、渡辺護の第1回監督作品である。長年、原版もプリントも存在しない失われた映画とされていたが、2014年（平成26年）に16mmフィルム短縮版の上映用プリントが発見されたことでも知られる。
東映東京撮影所が同作の翌年に製作した『あばずれ』（監督渡辺祐介、主演緑魔子）とは無関係である。

## 概要

### 製作時の経緯
1965年（昭和40年）4月、新しい映画製作会社・扇映画プロダクションを設立した斎藤邦唯（1929年 - ）が、同社設立前に製作に携わった『悶える女子学生』（監督南部泰三、1964年11月公開）の現場で知り合った当時助監督の渡辺護に、成人映画を撮れる監督の紹介を依頼、渡辺はかつて師事した西條文喜（1921年 - 1988年）を推薦した。斎藤はもともと文学座出身の俳優であったが、スタッフに転向していた。渡辺は、西條が監督する前提で、脚本家の吉田義昭（1932年 - 1989年）とともに脚本を準備するが、脚本完成段階で西條が降板、急遽、渡辺が監督に起用されることになったという。渡辺の回想によれば、同作の構成は、西條のための脚本の段階でも『雪之丞変化』（監督衣笠貞之助、原作三上於菟吉、脚本伊藤大輔）であったが、自分が監督すると決まった段階で、それを強化し、さらに改稿したという。
スタッフ編成にあたり、マキノ正博が撮影所長であった時代の松竹下加茂撮影所出身の監督である関喜誉仁（1923年 - 没年不詳）が尽力、撮影技師として竹野治夫、照明技師として村瀬栄一が参加した。竹野は富国映画社で1932年（昭和7年）に技師に昇進、第一映画社や新興キネマを経て、関と同時代に松竹下加茂撮影所でキャリアを積んだヴェテランであり、村瀬は『酔いどれ天使』（監督黒澤明）のチーフ照明助手を務め、『二宮尊徳の少年時代』（監督村山新治）や『東京オリンピック』（総監督市川崑）といった記録映画・文化映画の照明を手がけたヴェテランであった。クレジット上は吉田義昭は「吉田貴彰」、竹野治夫は「生田洋」、村瀬栄一は「村井徹二」といった変名を使用し、関喜誉仁は「沖弘次」の名で「監修」に名を連ねた。音楽の小谷松実は、同作以降も『紅壺』、『浅草の踊子 濡れた素肌』、『うまず女』、『絶品の女』といった渡辺の初期作品の音楽スコアを書いた人物である。録音技師を務めた杉崎喬（1935年 - ）は、当時は東京録音現像に所属したスタジオエンジニアであり、のちにニューメグロスタジオの常務取締役を務めた。編集技師の宮田二三夫は、1962年前後から1971年前後まで、多数の独立系映画の編集を務めたことがわかっている。
キャスティングに関しては、渡辺は当初、吉田が脚本を書いた『日本拷問刑罰史』（1964年）の森美沙を考えていたが、同作の監督の小森白を訪ねたところ、小森白プロダクション（のちの東京興映）で囲い込んでおり、貸出し拒否された。さる芸能事務所に所属する飛鳥公子を扇映画プロダクションの事務所に呼び、面接をしたところ、渡辺が冗談半分に「よく映画で見るとさあ、パンティーが不潔だったりするのあるからなあ。きれいなパンツはいてんだろうねえ」と言うと、飛鳥は「失礼ねえ。きれいかどうか、じゃあ、見て下さい」とその場でスカートをまくりあげたという。飛鳥の義母役の左京未知子については、かつて上野の大蔵貢系の映画館の支配人であった大島という人物が交渉し、決定している。左京は、撮影終了後、新人監督の渡辺に対し「あんた、いい監督になるわ。もっと早くあんたに会いたかった」と言ったという。
井川耕一郎によれば、同作は俳優の伊豆肇が出資したという。伊豆は、同作の前年、自ら監督した成人映画『おんな』を発表している。井川によれば、渡辺が使用した同作の印刷台本には『十七才の殺意 処女残酷』という別題が、手書きで記されていたという。
同作は、同年6月、新東宝興業（現在の新東宝映画）が配給、公開された。

### 発掘と再評価
監督の渡辺護は2013年（平成25年）12月24日に亡くなり、翌2014年には、ユーロスペースで渡辺の追悼上映が企画され、同年10月25日 - 同月31日には「渡辺護追悼 そして『たからぶね』の船出」として、当時、現存する最古の作品とされていた渡辺の監督第2作『紅壺』が上映された。渡辺自身も、渡辺の自伝的映画『糸の切れた凧 渡辺護が語る渡辺護』等のプロジェクトを進めていた井川耕一郎も、『あばずれ』は失われたものと認識していた。渡辺自身は同作について「一生懸命、一カットずつ真剣にこだわって撮ってる。逆にそれ、今やったらできないってことがあったりするんだよ」と語っていたという。渡辺はかつて、映画監督のキャリアが同作から始まって3年経過するまで、監督第1作を超えられない、という悩みを持っていたという。
ユーロスペースでの追悼上映が始まった後で、神戸映画資料館が同年、『あばずれ』の16mmフィルム短縮版の上映用プリントを発見、同年12月5日 - 同9日に同館で行われる「渡辺護 はじまりから、最後のおくりもの。」の特集上映で同作が上映される旨、発表された。同プリントは、公開当初のスコープ・サイズではなくスタンダード・サイズであり、60分に短縮されたヴァージョンであった。
渡辺はそのキャリアを通じ、同作のリメイクとして『少女縄化粧』（主演日野繭子、1979年6月公開）、『変態SEX 私とろける』（主演夏麗子、1980年9月6日公開）の二作を監督した。和泉聖治が監督した『パパ、私やったわ!』（主演葵由美、1976年8月24日公開）に渡辺が提供した脚本も、同作のリメイクであったという。

## スタッフ
- 製作 : 斎藤邦唯
- 監修 : 沖弘次
- 監督 : 渡辺護
- 脚本 : 吉田貴彰
- 撮影 : 生田洋
- 照明 : 村井徹二
- 音楽 : 小谷松実
- 録音 : 杉崎喬
- 編集 : 宮田二三夫
- 美術 : 豊島六郎

## 作品データ
- 製作会社 : 扇映画プロダクション
- 上映時間 : 不明、60分（2014年発見の16mmフィルム短縮版）
- フォーマット : 白黒映画 - スコープ・サイズ（2.35:1）
- 映倫番号 : 14006 （成人映画）
- 劇場公開日 :  日本 1965年6月
- 配給 : 新東宝興業

## キャスト
- 飛鳥公子 - 立子（りつこ）
- 左京未知子 - 文枝
- 黒木純一郎 - 明
- 天野良一 - 早田
- 千田啓介 - 剛造
- 喜多ひろみ
- 宇佐美健

## ストーリー
山川剛造は東京の小規模な印刷会社の社長である。剛造には17歳の娘がいるが、前妻を失い、新しく後妻と結婚した。後妻の文枝は、剛造の娘・立子と折り合いが悪い。母親として努力していると見せる一方で文枝は、会社のカネを使い込んでいた主任の早田と共謀し、策略をめぐらしていた。感受性の強い立子は、文枝の様子をみてとり、父親に別れるように進言する。剛造は思い悩み、文枝に別居を示唆する。文枝は明を中心とした不良少年を利用し、立子を誘拐させ、身代金を要求させる。その間、明らは立子に乱暴をはたらく。剛造は要求通り300万円を用意し、早田に届けさせることにした。その夜遅く、ふらふらと帰ってきた立子は、ぼろ屑のようになっていた。剛造は列車に飛び込み、命を絶った。葬儀を終えた立子は、文枝と早田の前から姿を消した。
立子は学校を辞め、身体を売って生計を立てる女になっていた。立子はカネが欲しかった。そんなある日、客として来た男が明だった。明は立子が気になっており、誘拐・暴行のからくりをすべて立子に話したのだった。
一年が経ち、立子は明のツテで暴力団を雇い、文枝が開いていたバーをめちゃくちゃに破壊させた。それも1か月のうちに5回に渡り行なったといい、雇われたホステスたちはみな震撼している。立子は文枝と早田に剛造の名で葉書を出し、怯えさせる。ついに立子は文枝のバーに踏み込み、対決する。文枝を脅し早田を呼び出し、文枝を乗せてスポーツカーを運転し、早田を跳ね飛ばした。次には海岸に向い、浜辺で文枝を降ろす。明が待ち構えており、文枝を乱暴する。立子は、文枝も明もスポーツカーで跳ね飛ばし、ひとり波打ち際へ去っていくのだった。